# فردريك سودي
فردريك سودي (Frederick Soddy) هو كيميائي بريطاني ولد في 2 سبتمبر 1877 وتوفي في 22 سبتمبر 1956. ولد في إيستبورن في إنجلترا حيث درس أيضا في معهد ايستبورن ثم انتقل إلى جامعة ويلز ومن ثم إلى جامعة أكسفورد. قام بعد ذلك بعدة أبحاث في جامعة أكسفورد بين 1898 و 1900.
في سنة 1900 أصبح مُتَظَاهِر كيمياء في جامعة ماك جيل حيث عمل مع إرنست رذرفورد في مجال نشاط إشعاعي. في سنة 1903 اكتشف مع ويليام رامزي أن انحلال الراديوم يقوم بإعطاء الهيليوم. بين 1904 و 1914 أصبح محاظرا في جامعة غلاسكو. في سنة 1914 تحصل على مقعد في جامعة إبردين.

يُنظر إلى النظام الاقتصادي للإنسانية على أنه أ

في سنة 1919 استقر في أكسفورد حتى سنة 1939 حيث قام بتغيير مختبرات ودروس الكيمياء فيها. لاحظ انحلال تلقائي للعناصر المشعة إلى صور أخرى لنفس العنصر، ويطلق عليها اسم النظائر
في سنة 1921 تحصل على جائزة نوبل في الكيمياء لأعماله في مجال النشاط الإشعاعي واكتشاف النظائر. توفي في برايتون بإنجلترا.

## روابط خارجية
- فردريك سودي على موقع الموسوعة البريطانية (الإنجليزية)
- فردريك سودي على موقع مونزينجر (الألمانية)
- فردريك سودي على موقع ميوزك برينز (الإنجليزية)
- فردريك سودي على موقع إن إن دي بي (الإنجليزية)